# Эуме (комарка)
Эуме (исп. Eume, галис. Eume) — район (комарка) в Испании, входит в провинцию Ла-Корунья в составе автономного сообщества Галисия.

## Муниципалитеты
1. Кабаньяс (Ла-Корунья)
2. Капела
3. Монферо
4. Пуэнтедеуме
5. Пуэнтес-де-Гарсиа-Родригес